# Бюл (Міннесота)
Бюл (англ. Buhl) — місто (англ. city) в США, в окрузі Сент-Луїс штату Міннесота. Населення — 952 особи (2020).

## Географія
Бюл розташований за координатами 47°29′54″ пн. ш. 92°46′53″ зх. д. / 47.49833° пн. ш. 92.78139° зх. д. (47.498411, -92.781418).  За даними Бюро перепису населення США в 2010 році місто мало площу 9,21 км², з яких 8,67 км² — суходіл та 0,53 км² — водойми.

## Демографія
Згідно з переписом 2010 року, у місті мешкало 1000 осіб у 430 домогосподарствах у складі 228 родин. Густота населення становила 109 осіб/км².  Було 496 помешкань (54/км²).
Расовий склад населення:
| - 93,7 % — білих - 2,1 % — корінних американців - 1,7 % — чорних або афроамериканців - 0,4 % — азіатів |

До двох чи більше рас належало 2,1 %. Частка іспаномовних становила 0,3 % від усіх жителів.
За віковим діапазоном населення розподілялося таким чином: 22,7 % — особи молодші 18 років, 56,4 % — особи у віці 18—64 років, 20,9 % — особи у віці 65 років та старші. Медіана віку мешканця становила 42,0 року. На 100 осіб жіночої статі у місті припадало 111,9 чоловіків;  на 100 жінок у віці від 18 років та старших — 102,4 чоловіків також старших 18 років.
Середній дохід на одне домашнє господарство  становив 48 930 доларів США (медіана — 41 125), а середній дохід на одну сім'ю — 54 475 доларів (медіана — 51 848). Медіана доходів становила 57 917 доларів для чоловіків та 41 667 доларів для жінок. За межею бідності перебувало 11,5 % осіб, у тому числі 10,2 % дітей у віці до 18 років та 6,8 % осіб у віці 65 років та старших.
Цивільне працевлаштоване населення становило 399 осіб. Основні галузі зайнятості: освіта, охорона здоров'я та соціальна допомога — 23,6 %, роздрібна торгівля — 10,8 %, виробництво — 10,8 %.